# San Gregorio d’Ippona
San Gregorio d’Ippona – miejscowość i gmina we Włoszech, w regionie Kalabria, w prowincji Vibo Valentia.
Według danych na rok 2004 gminę zamieszkuje 2338 osób, 194,8 os./km².